# Моріс Кантен де Латур
Морі́с Канте́н де Лату́р (фр. Maurice Quentin de La Tour; 5 вересня 1704, Сен-Кантен, Франція — 17 лютого 1788, там же) — французький художник-портретист, що працював у техніці пастелі. Член Королівської академії мистецтв, знаний як «королівський живописець». Відомий завдяки неперевершеній майстерності, є автором портретів багатьох видатних діячів доби рококо.

## Життєпис
Кантен де Латур народився 5 вересня 1704 року в місті Сен-Кантен, розташованому в департаменті Ена. Він був третім сином у родині музиканта Франсуа де Латура, який не схвалював захоплення сина живописом, але не перешкоджав йому. Рідні краї хлопець покинув у п'ятнадцятирічному віці. Оселившись у Парижі, з 12 жовтня 1719 року почав брати уроки живопису в художників Клода Дюпуша, Ж. Ж. Спьода, Ж. Рету. Після навчання 1724 року виїхав до міста Реймс, пізніше відвідав Камбре. Випадок звів його з англійським послом при французькому дворі, який узяв молодого чоловіка з собою до Єгипту, а потім і до Англії. Під час цієї мандрівки юний художник працював настільки успішно, що 1727 року повернувся до Парижа зі значними заощадженнями і славою «англійського живописця».
Однак перший успіх не задовольнив його, він і далі вдосконалював техніку живопису. За порадами де Латур спеціалізувався у техніці пастелі, наслідуючи Розальбу Карр'єру. Одним з його найперших творів 1731 року, про існування якого свідчить лише гравюра Ланглуа, був портрет Вольтера. Ця робота відразу зробила творця відомим. 1737 року в одному з паризьких художніх салонів Кантен де Латур виставив зображення жінки живописця Франсуа Буше, а також автопортрет — обидва отримали схвальні відгуки публіки і започаткували серію зі 150 видатних робіт. 25 травня 1737 року за ці пастелі він отримав звання «співпрацівника» в Королівській академії мистецтв, а в 1746 році за портрет свого вчителя Ж. Рету був обраний її дійсним членом. У 1740-х роках Катен де Латур виконує серію великих портретів, що вирізнялись глибоким психологізмом. Вже у 1745 році художнику виділили помешкання в Луврі, хоча офіційно він став королівським живописцем тільки 1750 року. Портрети членів королівської родини де Латур малював до 1760-х років, хоча звання «живописця короля» зберігав протягом 23 років. З 1750-х років художник змінює коло замовників: замість придворних починає малювати представників паризької інтелігенції. На початку 1760-х років він майже припинив творчу діяльність. 1766 року відвідав Голландію.

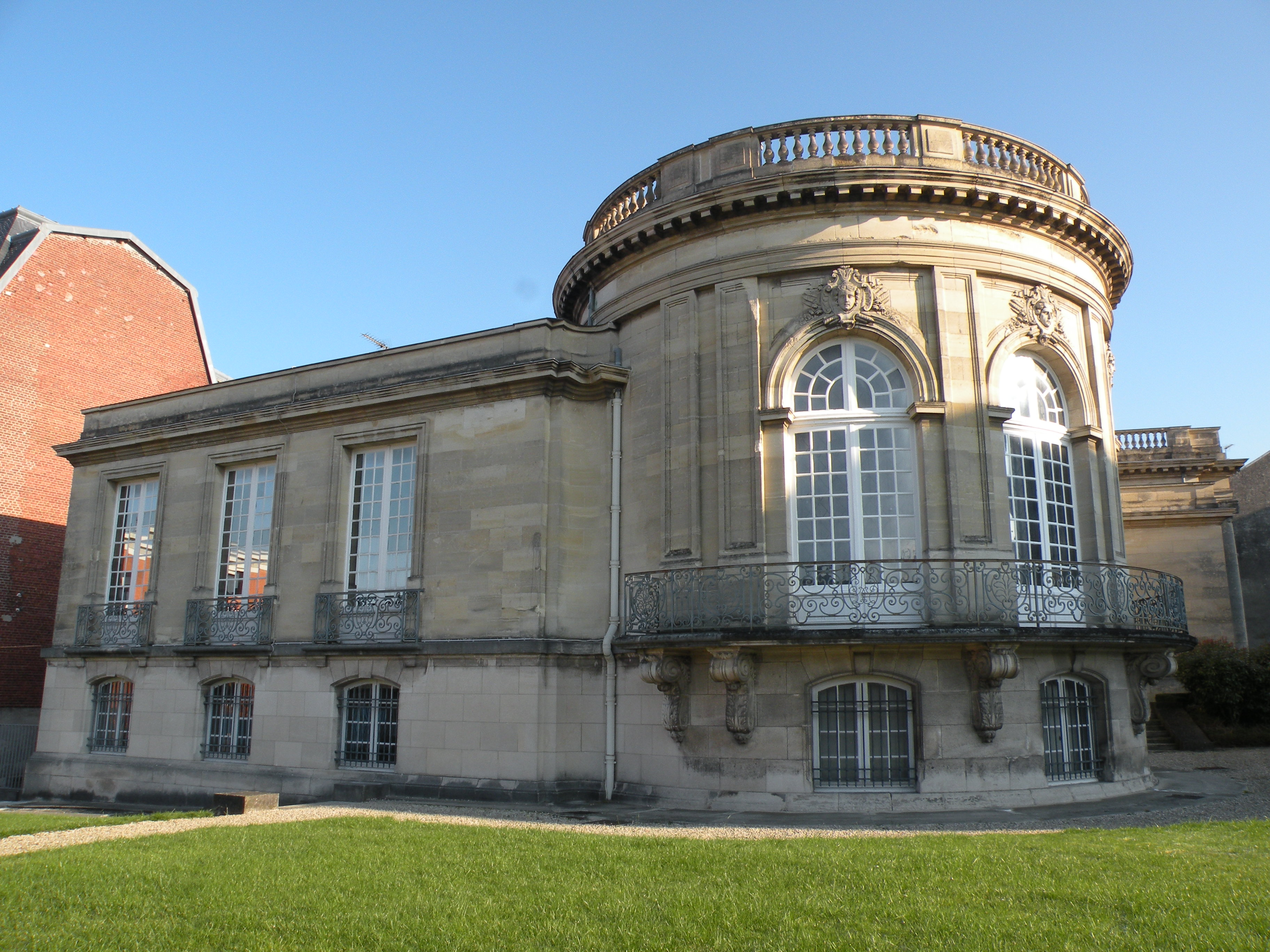
Королівська школа малюнка, заснована Кантеном де Латуром, нині — Музей Антуана Лекюйє.

Вимогливість до праці, незадоволення навіть найменшими помилками призвели до нервового напруження, яке зрештою вилилось у психічну хворобу. 1780 року слабке здоров'я, а також необхідність доглядати брата, Жана Франсуа де Латура (помер 1807), змусили художника повернутися до батьківської домівки. Кантен де Латур помер 83-річним 17 лютого 1788 року в рідному місті.

## Творчість

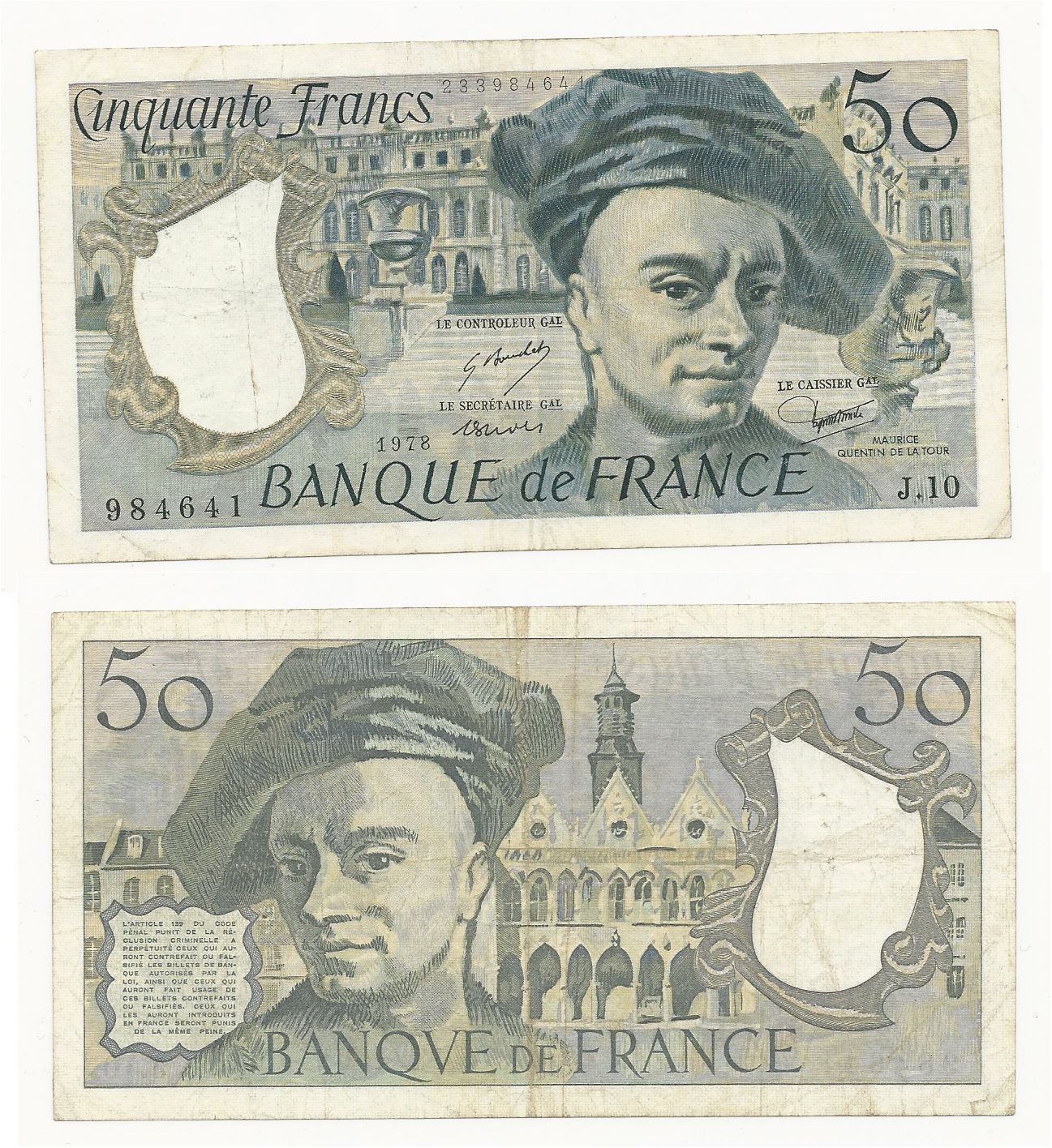
Банкнота із портретом художника.

Як сучасники де Латура, так і мистецтвознавці підкреслюють разючу натуралістичність його портретів. В своїх роботах художнику вдавалося незмінно точно схоплювати вдачу і особливості зовнішнього вигляду своїх натурників. Зазвичай Кантен де Латур надавав вигляду замовників особливого шарму й інтелігентності, водночас, пастельна техніка робила їхні зображення напрочуд «м'якими», не позбавляючи гармонійної яскравості барв. Портрети де Латура наче пронизані світлом, вирізняються швидкою зміною холодних і теплих відтінків, але ніжним колоритом. Популярність його робіт дозволила створити художнику портрети багатьох визначних особистостей XVIII століття. Його замовниками були король Людовик XV, маркіза де Помпадур, королева Марія Лещинська, маршал Моріц Саксонський, мислителі Вольтер, Жан-Жак Руссо, Жан Лерон д'Аламбер, художник Шарден, інші митці та суспільні діячі доби Просвітництва.
Художник створив також чимало автопортретів, на яких він часто посміхається. Сучасники зазначали, що це відповідало характеру самого маляра: він був енергійною, життєрадісною, доброю людиною, хоча й вирізнявся деякою ексцентричністю. Багатство де Латура не зробило його пихатим, навпаки, у зрілому віці він займався благодійністю. Він був радником і меценатом Королівської академії мистецтв та Академії наук, підтримував пожертвами старих ремісників і художників, інвалідів, ув'язнених жінок. 1782 року живописець заснував у Сен-Кантені Королівську школу малюнка, якій подарував більшу частину своїх творів.
Загалом творча спадщина Кантена де Латура налічує близько 1200 робіт. Найбільша колекція живопису цього художника зберігається в Музеї Антуана Лекюйє в Сен-Кантені, на яку перетворили засновану ним Королівську школу малюнка. Крім того, його роботи можна побачити в колекції Лувра. Багато портретів Кантена де Латура була відтворені в гравюрах. Портрет Кантена де Латура зображений на банкноті у 50 франків, що перебувала в обігу в 1976—1992 роках.

## Галерея

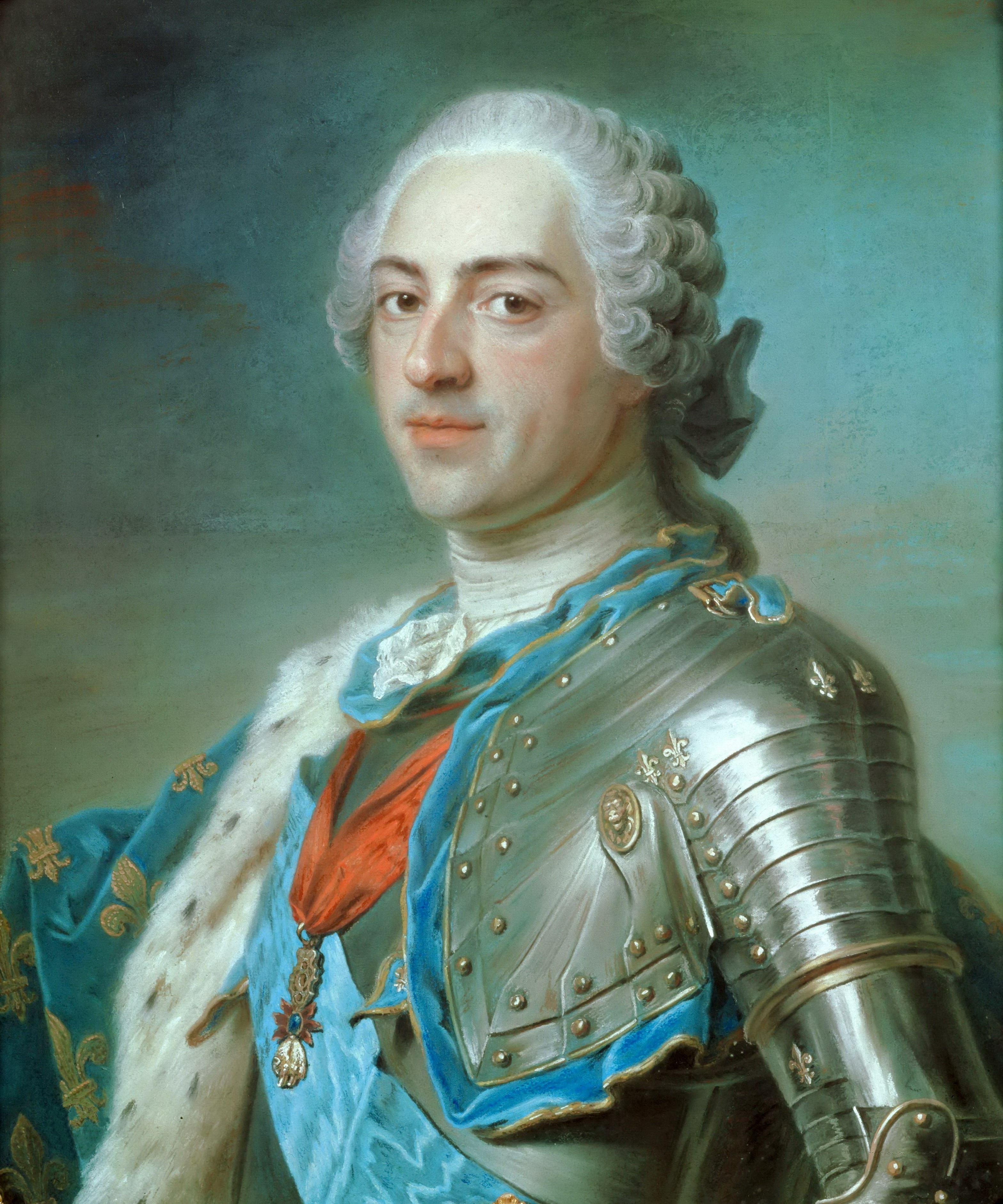
Портрет Людовика XV в обладунку.
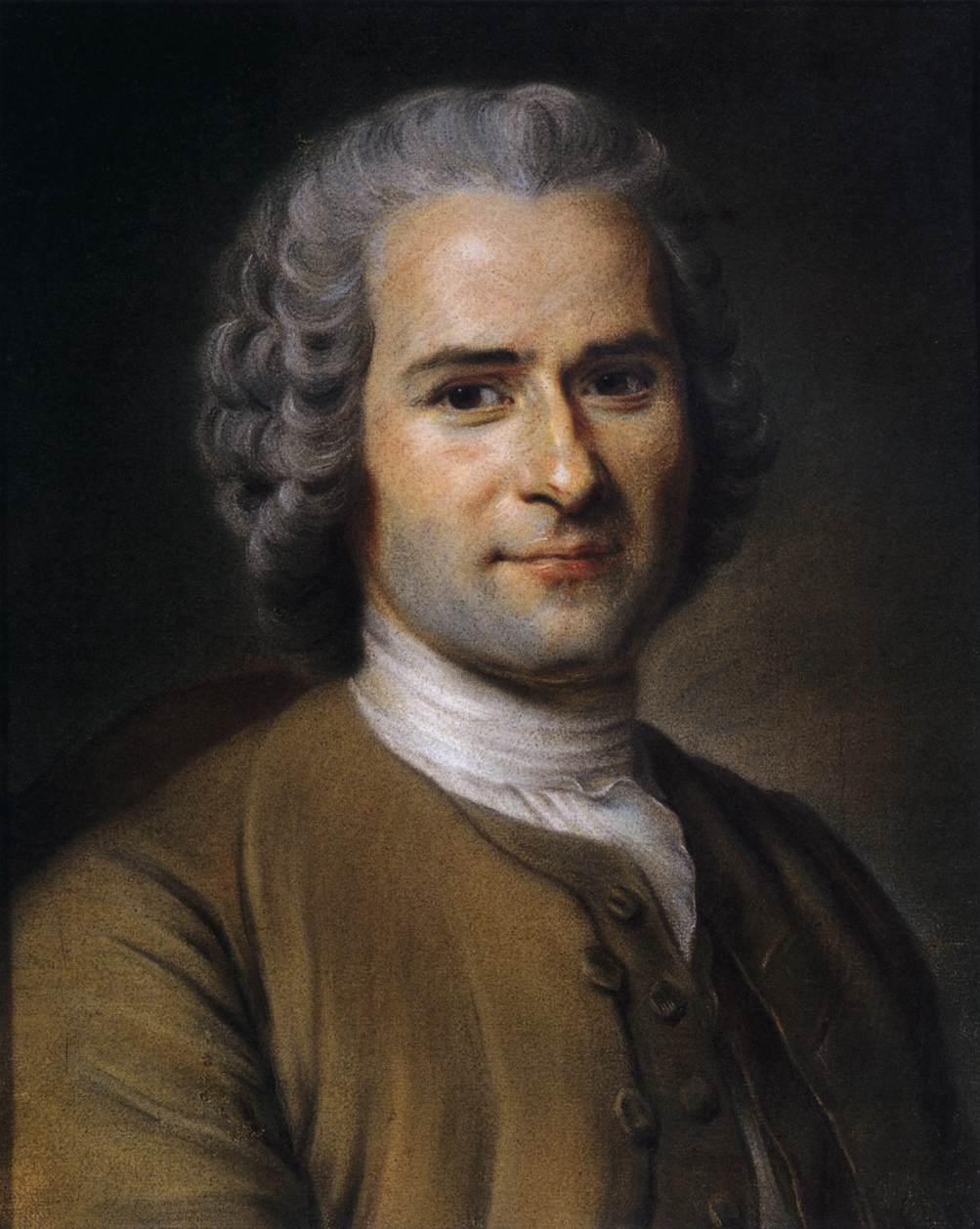
Портрет Жана-Жака Руссо.
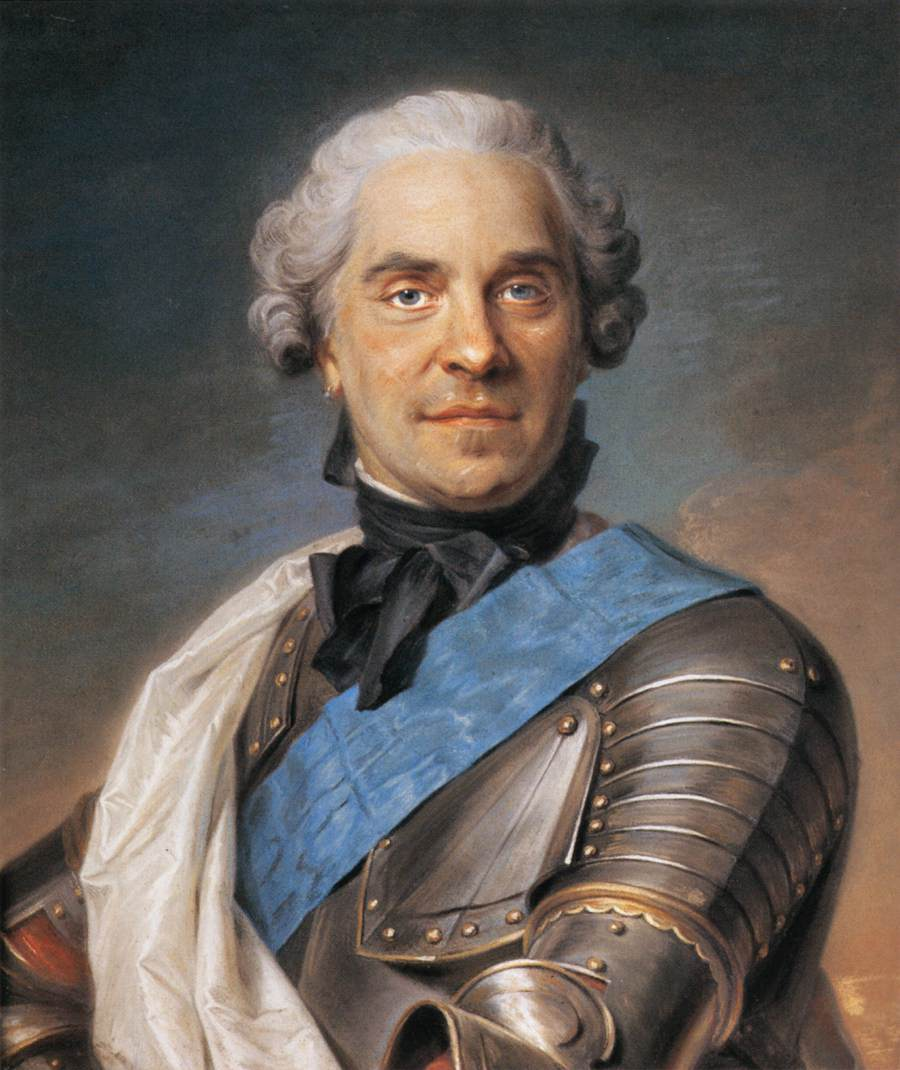
Маршал Саксонський.
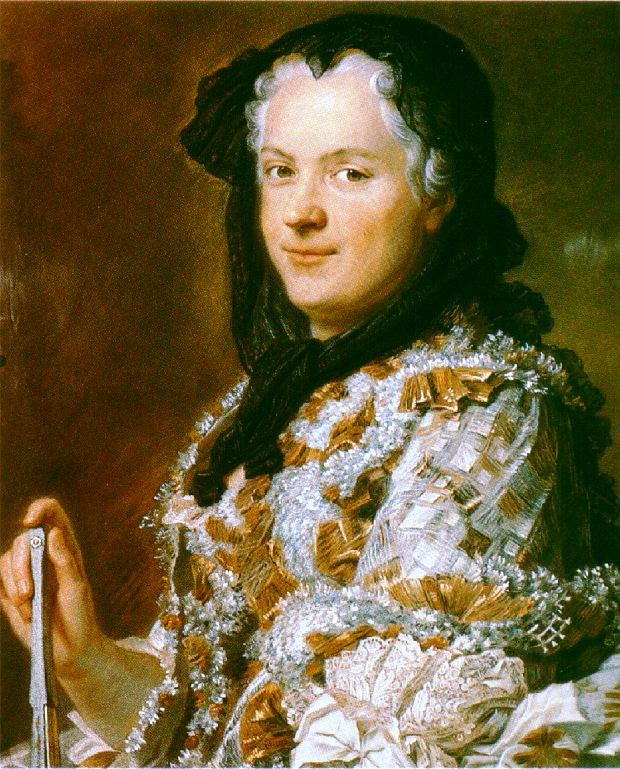
Портрет Марії Лещинської, королеви Франції.
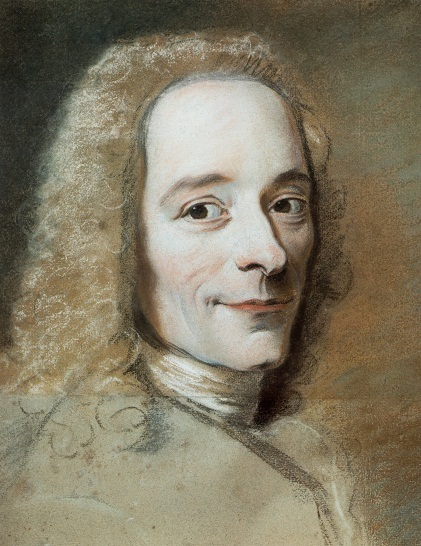
Портрет Вольтера.